# ESET
ESET spol. s r.o. je slovenská softwarová firma, která se specializuje na kybernetickou bezpečnost. ESET vyvíjí a poskytuje bezpečnostní software ve více než 200 zemích světa.
Společnost vznikla formálně v roce 1992 v Bratislavě v Československu, nicméně první antivirový program vyvinuli její později spoluzakladatelé Miroslav Trnka a Peter Paško již v roce 1987. V současnosti je ESET pravidelně oceňován jako nejúspěšnější slovenská firma roku.
Centrála společnosti sídlí v Bratislavě, na Slovensku má firma ještě další dvě pobočky (Košice, Žilina). V Česku má pobočky v Praze, Brně a Jablonci nad Nisou. Ve světě má firma dalších 17 poboček.
Technologie společnosti chrání více než 1 miliardu uživatelů po celém světě. V roce 2019 společnost poprvé překonala v tržbách půl miliardy eur.

## Historie
První antivirový program vytvořili Miroslav Trnka a Peter Paško v prosinci 1987. Bezpečnostní program NOD (akronym Nemocnice na Okraji Disku) napsali v programovacím jazyce Pascal. Jednalo se o reakci na vir Vienna, přičemž NOD byl schopen tento vir z počítače odstranit. S ohledem na tehdejší režim ale nebylo možné nabízet program komerčně, navíc počítače nebyly stále běžné.  
Formálně vznikla společnost po revoluci v Československu v roce 1992, spolu s Trnkou a Paškem ji spoluzakládal Rudolf Hrubý. Zároveň s tím byla zahájena distribuce bezpečnostních produktů ESET do zahraničí. V té době společnost vyvíjela i ekonomický software Perspekt, za jehož vývojem stál především Rudolf Hrubý. Jeho vývoj byl časem ukončen ve prospěch bezpečnostních produktů.  
Po rozdělení Československa v roce 1993 musela společnost až do roku 2001 český trh opustit. V následujících letech došlo k výraznému rozvoji bezpečnostních produktů i samotné společnosti. Centrální sídlo zůstalo v Bratislavě. Dále má společnost 4 regionální centrály na všech kontinentech: Bratislava (EMEA); San Diego region (NORAM), Buenos Aires (LATAM), Singapur (APAC). V současné době jsou produkty ESET skrze distribuční síť k dispozici ve více než 200 zemích světa.
V roce 2013 vznikl projekt ESET Technologická aliance. V rámci projektu společnost rozšířila portfolio antivirových řešení o další bezpečnostní produkty třetích stran. Cílem tohoto integračního partnerství bylo zlepšit celkovou ochranu firem. Členy tohoto sdružení jsou v současné době společnosti Storagecraft (zálohování dat), Safetica (prevence ztráty dat), Greycortex Mendel (analýza síťového provozu) a Xopero (ochrana dat a zálohování). Členem ESET Technologické aliance byla v minulosti i společnost DESlock+ (šifrování dat). Její bezpečnostní nástroje jsou nyní integrovány do produktů ESET.
V dubnu 2015 dosáhla společnost ESET hranice 1000 zaměstnanců.
V roce 2017 se společnost s koncernem Google podílela na vývoji nástroje Google CleanUp. Jedná se o integrovaný nástroj prohlížeče Chrome, který uživatele varuje před podvodnými stránkami.
V roce 2018 zahajuje společnost spolupráci s Českou obchodní inspekcí. Pomocí dat ČOI, které jsou integrovány do databáze bezpečnostních produktů ESET, upozorňuje uživatele na potenciálně rizikové webové stránky.
V roce 2019 se ESET stal zakládajícím členem App Defense Alliance spolu s technologickými společnostmi Google, Lookout a Zimperium. Cílem je aktivně vyhledávat malware určený pro operační systém Android v aplikacích v obchodě Google Play.
V lednu téhož roku se společnost stala partnerem globální iniciativy No More Ransom. Iniciativa nabízí obětem ransomware dešifrovací klíče, aby nebylo nutné platit útočníkům výkupné. Za iniciativou stojí Interpol, angažuje se v ní také česká policie.
Společnost se dlouhodobě zaměřuje také na osvětu uživatelů. Vydává magazín Dvojklik.cz, odborněji zaměřený Digital Security Guide a pravidelně publikuje analýzy malware pro laickou i odbornou veřejnost.

### Zakladatelé společnosti
Za založením společnosti ESET stáli Miroslav Trnka, Peter Paško a Rudolf Hrubý. V následujících letech získali podíly ve společnosti Maroš Grund, Anton Zajac a Richard Marko, všichni jako zaměstnanci společnosti.
K 1. lednu 2011 z managementu společnosti odešli všichni spolumajitelé kromě Richarda Marka, který se v lednu 2011 stal novým generálním ředitelem firmy. Spoluzakladatelé ESETu nadále zůstávají členy správní rady. V roce 2015 všichni majitelé (Maroš Grund, Rudolf Hrubý, Richard Marko, Peter Paško, Miroslav Trnka a Anton Zajac) investovali do vzniku slovenského Denníku N.
| Pozice                    | Člen managementu |
| Chief Executive Officer   | Richard Marko    |
| Chief Financial Officer   | Martin Balušík   |
| Chief Marketing Officer   | Mária Trnková    |
| Chief Operating Officer   | Palo Luka        |
| Chief Technology Officer  | Juraj Malcho     |
| Chief Information Officer | Vladimír Paulen  |

## Pobočky
Společnost ESET má vlastní pobočky ve 22 městech v celkem 17 státech, v ostatních zemích působí prostřednictvím lokálních distributorů.
První zahraniční pobočkou byly v roce 1999 kanceláře v San Diegu (USA), druhou pak v České republice v roce 2001. Z expanze jsou dále významné pobočky v Buenos Aires (2004) a Singapuru (2013), kterými firma vstoupila na trh v Jižní Americe a Asii.

### Pobočky ve světě

#### Sídlo společnosti, globální a regionální centrála pro EMEA
- Bratislava, Slovensko (rok založení pobočky 1992)

#### Regionální centrály
- San Diego, Spojené státy, pro region Severní Amerika (1999)
- Buenos Aires, Argentina, pro region Střední a Jižní Amerika (2004)
- Singapur, pro region Asie, tichomořské oblasti a Austrálie (2013)

#### Lokální zastoupení a vývojová centra
- Praha, Česko (2001)
- Jablonec nad Nisou, Česko (2008)
- Krakov, Polsko (2008)
- São Paulo, Brazílie (2010)
- Košice, Slovensko (2010)
- Montréal, Kanada (2012)
- Jena, Německo (2013)
- Sydney, Austrálie (2014)
- Toronto, Kanada (2015)
- Bournemouth, Velká Británie (2016)
- Mnichov, Německo (2016)
- Taunton, Velká Británie (2016)
- Brno, Česko (2017)
- Žilina, Slovensko (2017)
- Jasy, Rumunsko (2017)
- Melbourne, Austrálie (2017)
- Tokio, Japonsko (2017)
- Mexico City, Mexiko (2018)
- Milán, Itálie (2019)

### Pobočky v České republice
V Praze se nachází od roku 2001 obchodní zastoupení. Krom toho jsou v Česku tři výzkumná centra, kde analytici shromažďují vzorky malware a snaží se je rozklíčovat: tato centra se nacházejí v Jablonci na Nisou (2008), Praze (2011) a v Brně (2017)
Čeští reverzní inženýři mají vynikající výsledky. V roce 2019 například objevili a podrobně popsali několik rodin bankovního malware v Latinské Americe.

## Produkty pro domácí uživatele

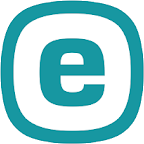
Logo antiviru ESET

ESET nabízí bezpečnostní produkty pro domácí i firemní uživatele. Pokrývá přitom veškeré hlavní systémové serverové, cloudové i mobilní operační systémy.

### Historie vývoje produktů
První produkt firmy ESET byl NOD, antivir pro počítače s operačním systémem MS-DOS. V roce 1998 ESET vydal NOD32 1.0 pro Microsoft Windows, následovaný verzí 2.0 v roce 2003. V listopadu 2007 ESET vydal již třetí verzi ESET NOD32 Antiviru společně s ESET Smart Security 3, novým produktem, který ke stávající funkcionalitě NOD32 Antiviru přidává antispam a firewall. V březnu 2009 byl vydán ESET NOD32 Antivirus 4 a ESET Smart Security 4. V září 2010 ESET vydal NOD32 Antivirus pro Mac OS X Business Edition a v listopadu 2010 domácí verzi nazvanou ESET Cybersecurity for Mac OS X. V roce 2011 ESET začal distribuovat ESET NOD32 Antivirus pro Linux Desktop. V srpnu 2016 vydala společnost ESET desátou verzi produktů ESET NOD32 a ESET Smart Security. Spolu s tím představila i nový produkt ESET Smart Security Premium. V září 2017 vydala společnost ESET nový produkt ESET Internet Security, který v portfoliu produktů nahradil ESET Smart Security.
ESET dále nabízí produkty pro mobilní platformy. Bezpečnostní aplikace ESET Mobile Security pro uživatele telefonů se systémem Windows Mobile, Symbian a nově také Android byla prvně uvedena v roce 2011. Mobilní verze bezpečnostního produktu kromě ochrany před malwarem nabízí antispam pro SMS zprávy, firewall a funkce proti odcizení (jako zamykání SIM karty nebo vzdálené smazání všech dat). V současné době je ESET Mobile Security poskytován pouze pro systémy Android. V listopadu 2015 byla představena rodičovská aplikace ESET Parental Control pro Android.
Mezi další bezpečnostní produkty patří nástroj pro dvoufaktorovou autentizaci ESET Secure Authentication, který byl představen v březnu 2015, a řešení pro šifrování ESET Endpoint Encryption. To vzniklo integrováním produktu společnosti DESlock+ v říjnu 2017.
V únoru 2018 byl představen produkt ESET Smart TV Security, který chrání chytré televize na platformě Android TV.

## Produkty pro firmy
Společnost nabízí široké spektrum programů na ochranu firemních dat, od ochrany koncových stanic a serverů až po pokročilé analytické nástroje. Jednotlivá řešení je mezi sebou možné prakticky libovolně kombinovat. Administrátor pak různé konkrétní produkty nastavuje a ovládá z jedné konzole. ESET nabízí také bezpečnostní produkty, které pomohou firmám splnit nároky na ochranu dat dle GDPR. Jde například o nástroj pro dvoufaktorovou autentizaci ESET Secure Authentication, který byl představen v březnu 2015, a řešení pro šifrování ESET Endpoint Encryption. To vzniklo integrováním produktu společnosti DESlock+ v říjnu 2017.  
ESET krom produktů nebo produktových balíčků nabízí další služby určené především pro korporace a velké firmy. Patří mezi ně např. penetrační testy, bezpečnostní audity, řízení informační bezpečnosti dle ISO 27001, školení či podpora v případě incidentu.

## Technologie
ESET patří mezi výrazné inovátory v oblasti detekce škodlivého kódu. V roce 1995 uvádí heuristickou analýzu. Ta umožňuje zkusmo spustit podezřelé soubory ve virtuálním sandboxu a tak detektovat i neznámý škodlivý kód. Dnešní produkty již využívají rozšířenou heuristiku, kterou ESET představil v roce 2002.
Od roku 2005 je součástí bezpečnostních produktů ochrana proti obfuskaci kódu a dalším formám maskování malware, tzv. DNA analýza. Prvním integrovaným řešením, které umožňovalo proaktivní ochranu i před dosud neznámými rootkit aplikacemi, byla technologie ThreatSense z roku 2006. Významnou část vytváření DNA vzorků převzal v roce 2007 ESET expertní systém, čímž detekci malwaru výrazně zrychlil a zefektivnil. Díky DNA detekcím jsou programy schopné efektivně detekovat nové modifikované varianty již známého malwaru nebo dosud neviděný či neznámý škodlivý kód, který obsahuje stejné prvky škodlivého chování.
V roce 2011 ESET představil systém LiveGrid®. Jde o cloudový reputační systém, který vyhodnocuje neznámé či potenciálně škodlivé aplikace a jiné hrozby. Vzorky se sbírají anonymně po celém světě a vyhodnocují na serverech v Bratislavě. Pokud je vzorek vyhodnocen jako škodlivý, je mu přiděleno nízké skóre a tato informace je sdílena všem uživatelům prostřednictvím reputačního systému. V praxi tak dokážou bezpečnostní programy rychle reagovat rychleji na neznámé typy malware.
V roce 2012 ESET představil Exploit Blocker, který monitoruje často zneužívané zranitelnosti v aplikacích. Jde o další bezpečnostní vrstvu implementovanou v jeho programech. Pokrývá zranitelnosti v běžných aplikacích, jako jsou webové prohlížeče, čtečky PDF, poštovní klienti a součásti MS Office. Exploit Blocker pomáhá chránit uživatele před novými neznámými hrozbami a tzv. zero-day útoky.
O rok později vznikla tzv. Pokročilá kontrola paměti. V kombinaci s technologií Exploit Blocker umožňuje zachytávat malware, který se snaží maskovat svou přítomnost v operačním systému pokročilými technikami, jako je obfuskace kódu nebo použití šifrování. Pokročilá kontrola paměti na rozdíl od technologie Exploit Blockeru analyzuje kód po jeho zavedení v paměti RAM a je schopna detekovat i tzv. fileless malware.
Ochrana proti botnetu je součástí bezpečnostních produktů od roku 2014. V následujících třech letech ESET zavedl technologie pro síťové detekce hrozeb, ochranu před skriptovými útoky a ochranu proti ransomware.
V roce 2017 pak ESET představil jako první bezpečnostní společnost na světě UEFI skener. UEFI je firmware načítající se do paměti při startu počítače. Tento skener dokáže identifikovat hrozby v tomto prostředí, ještě než se spustí standardní detekční moduly.  
Přímé používání instrukcí assembleru v produktech ESETu přispívá k jejich nízkým paměťovým nárokům a vysoké rychlosti.
Skenovací jádro produktů ESET, ThreatSense, využívá generických vzorků a heuristické analýzy. Tento název by neměl být zaměňován s ThreatSense.Net, což byl systém ESET pro zasílání nových vzorků malwaru k jejich analýze do virové laboratoře, který později nahradil systém LiveGrid®.

## Výzkum malware
Společnost ESET dedikuje velkou část své kapacity na výzkum malware, i sledování skupin útočníků. Ve výzkumu pracuje 40 % zaměstnanců společnosti. Na vyšetřování útoků přitom spolupracuje s experty konkurenčních firem i policejními orgány po celém světě. V roce 2018 posílil zástupce společnosti Righard Zwienenberg z Evropského střediska boje proti počítačové kriminalitě. Jde o odborný tým EUROPOLu, který má usnadnit vyšetřování počítačové kriminality.
ESET se výrazně soustřeďuje na výzkum hrozeb pro telefony a další nastupující technologie (například IoT). Mezi nejzajímavější objevy patří například první clipper malware v operačním systému Android. Tento typ malware dokázal manipulovat se zkopírovaným textem. Útočníci jej používali k přepsání adresy peněženky při platbách kryptoměnami. V českém prostředí na sebe výzkumný tým upozornil varováním před aplikací Qrecorder, která napadala bankovní aplikace.
Často se také podílí na analýzách malware, kterým se útočí na vládní instituce nebo strategické cíle, jakými jsou nemocnice, elektrárny a další klíčová odvětí průmyslu.

## Ocenění
Produkty ESET jsou pravidelně testovány nezávislými organizacemi AV-Comparatives, AV-Test a Virus Bulletin. ESET je jediná společnost, která získala sedmdesát pět ocenění VB100 od testovací organizace Virus Bulletin, přičemž za posledních šest let nevynechala žádnou hrozbu v rámci testů.
V prosinci 2016 získat ESET jako první společnost 100 ocenění VB100 udělených jedinému výrobku. Jubilejní stou cenu VB100 Award předal provozní ředitel nezávislé testovací organizace Virus Bulletin John Hawes při slavnostním ceremoniálu, který se uskutečnil 16. prosince 2016.
Produkty ESETu jsou také pravidelně certifikovány organizacemi ICSA Labs a West Coast Labs.

### Vybraná ocenění od roku 2015
| Rok  | Ocenění uděluje                                       | Status / Umístění                 | Produkt / Kategorie                              | Za co bylo ocenění uděleno    |
| 2020 | AV Tests                                              | 1. místo                          | ESET Endpoint Security pro Android               | Nezávislý odborný test        |
| 2020 | Cybersecurity Leadership Matrix 2020; Canalys         | Champion                          |                                                  | Hodnocení partnerů            |
| 2019 | Gartner Peer Insight Customers´ Choice 2019; Gartner  | Rating 4,6 (z 5 možných)          | ESET Endpoint Security                           | Hodnocení koncových uživatelů |
| 2019 | The Forrester Wave™: Endpoint Security Suites Q3 2019 | Strong Performer                  |                                                  | Nezávislý odborný test        |
| 2019 | Radicati’s 'Endpoint Security' Market Quadrant        | Top Players                       |                                                  | Nezávislý odborný test        |
| 2019 | Cybersecurity Leadership Matrix 2020; Canalys         | Champion                          |                                                  | Hodnocení partnerů            |
| 2019 | Gartner Magic Quadrants                               | Challenger                        | Endpoint Protection                              | Nezávislý odborný test        |
| 2019 | AV Comparatives                                       | Gold                              | Performance                                      | Nezávislý odborný test        |
| 2019 | AV Comparatives                                       | Bronze                            | False Positives                                  | Nezávislý odborný test        |
| 2019 | AV Comparatives                                       | Gold                              | Advanced Threat Protection                       | Nezávislý odborný test        |
| 2018 | AV Comparatives                                       | Gold                              | False Positives                                  | Nezávislý odborný test        |
| 2018 | AV Comparatives                                       | Silver                            | Performance                                      | Nezávislý odborný test        |
| 2017 | AV Comparatives                                       | Gold                              | False Positives                                  | Nezávislý odborný test        |
| 2017 | AV Comparatives                                       | Gold                              | Performance                                      | Nezávislý odborný test        |
| 2017 | Gartner Peer Insight Customers´ Choice 2019; Gartner  | Bronze                            | ESET Endpoint Security                           | Hodnocení koncových uživatelů |
| 2017 | SC Magazine                                           | Rating 5 (z 5 možných)            | ESET Endpoint Security                           | Nezávislý odborný test        |
| 2017 | Digital Citizen                                       | Best Security Product of the Year | ESET Smart Security Premium                      | Nezávislý odborný test        |
| 2017 | Computer Bild                                         | Silver                            | ESET Internet Security                           | Nezávislý odborný test        |
| 2017 | AV-Test                                               | 100%                              | ESET Internet Security, ESET Endpoint Security   | Nezávislý odborný test        |
| 2017 | SE Labs                                               | AAA                               | ESET Endpoint Security, ESET Smart Security,     | Nezávislý odborný test        |
| 2016 | AV Comparatives                                       | Top Rated Product                 | ESET Internet Security                           | Nezávislý odborný test        |
| 2016 | AV Comparatives                                       | Gold                              | False Positives                                  | Nezávislý odborný test        |
| 2016 | AV Comparatives                                       | Gold                              | Performance                                      | Nezávislý odborný test        |
| 2016 | Home Anti-Malware Protection test, SE Labs            | 100%                              | ESET Smart Security                              | Nezávislý odborný test        |
| 2016 | VBSpam                                                | 1. místo                          | ESET Mail Security pro Microsoft Exchange Server | Nezávislý odborný test        |
| 2015 | Security Insider IT Awards 2015                       | 1. místo                          | Business Antivirus                               | Hodnocení koncových uživatelů |

## Strategie
ESET vyznává v podnikání 4 základní hodnoty: odvaha, čest, spolehlivost a vášeň. Hlásí se tím k etickému a udržitelnému podnikání.  
Obchodní model společnosti je nastaven na rovném vztahu s uživatelem. ESET až na výjimky neposkytuje žádné produkty zdarma (tzv. model freemium), ale na druhou stranu nijan nemonetizuje žádná data uživatelů.

## Společenská odpovědnost
V roce 2011 vznikla Nadácia ESET. Do rozpočtu nadace přispívá společnost ESET a pak také majitelé ze svých soukromých zdrojů. Nadace se zaměřuje především na aktivity v oblasti vzdělávání a na podporu vědy a výzkumu. Mimo jiné uděluje od roku 2019 cenu ESET Science Award, které oceňuje osobnosti slovenské vědy. ESET Science Award se uděluje v kategoriích: výjimečná osobnost vědy, mladý vědec do 35 let a vysokoškolský pedagog. Vítězové dostávají, krom umělecké sošky, finanční odměnu v rozmezí 5 000 až 10 000 eur.
V průběhu krize v roce 2020 podpořila nadace na vývoj slovenských testů k analýze COVID-19 částkou 300 000 eur, tedy asi částkou 8 milionů korun. Testy představili vědci v dubnu 2020.
Od roku 2019 se ESET stal partnerem fotbalového klubu Borrusia Dortmund. Spolupráce a sponzorování klubu potrvá následující tři sezóny Bundesligy, nejvyšší německé fotbalové soutěže.

## Logo a vizuální identita

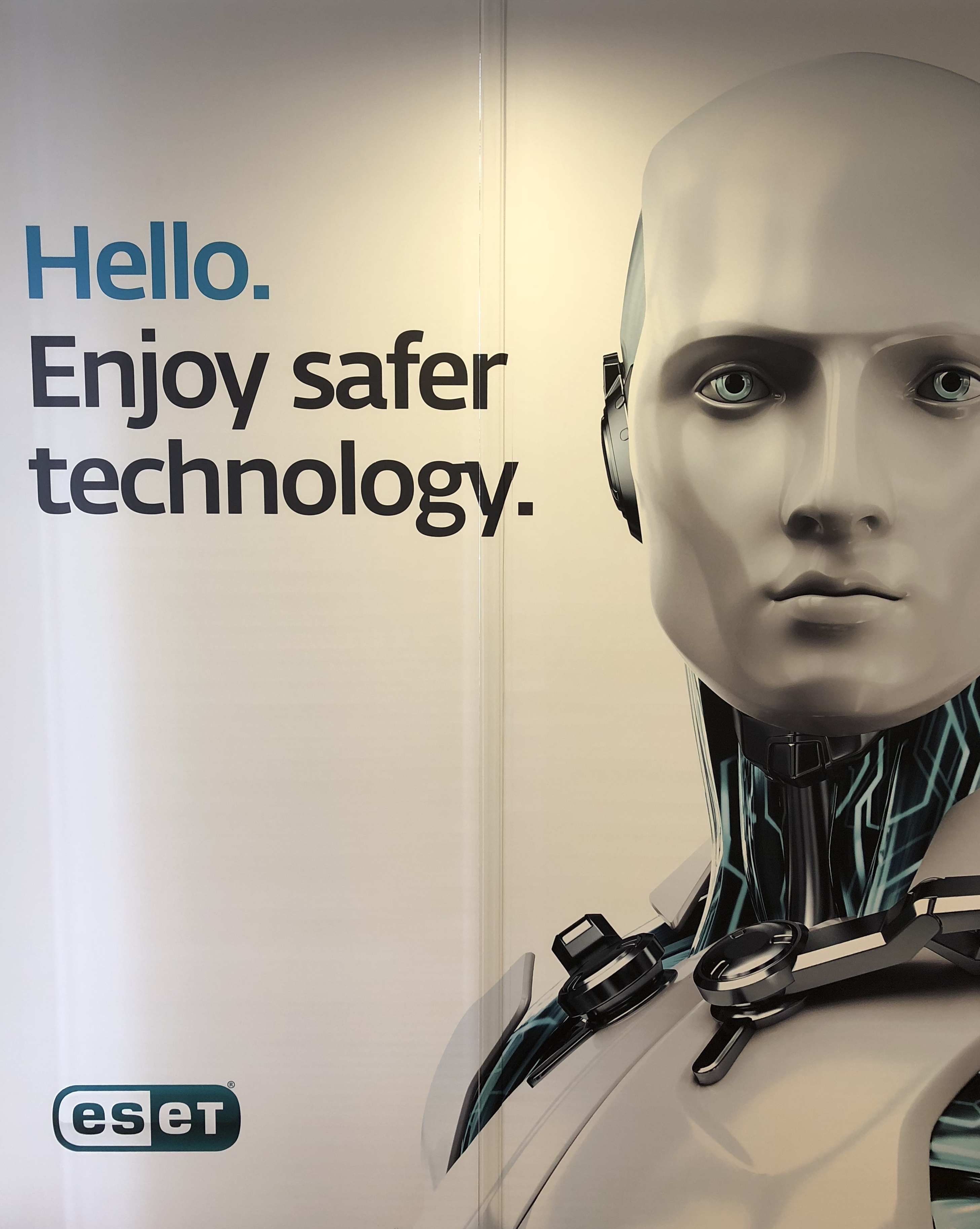
Android symbolizuje umělou inteligenci bezpečnostních produktů.

Název ESET odkazuje k bohyni Eset. Ta dle egyptské mytologie vdechla život svému svému bratru a manželu Usirovi, který byl rozsekán na kousky. A to samé dělal dle Miroslava Trnky v určitém smyslu i ESET, když zachraňoval napadené počítače.
Design loga ve tvaru pilulky symbolizuje léčení počítačových systémů.  Vývoj loga v čase (zleva) rok 1992, 2001 a z roku 2002.

ESET Android vznikl v roce 2007 v souvislosti s uvedením nového produktu ESET Smart Security. Záměrem bylo poukázat na umělou inteligenci v produktech, které Android symbolizuje. Původně se jmenoval The Thinker, Myslitel, podle slavné Rodinovy sochy.

## Zajímavosti
Označení NOD je akronymem slov Nemocnice na okraji disku a odkazuje na československý televizní seriál Nemocnice na kraji města (slovensky „na okraji“).
ESET je nejprodávanějším bezpečnostním řešením z Evropské unie. Globálně patří mezi pět největších společností v tomto segmentu.
ESET je privátně vlastněná společnost. Jejími spolumajiteli jsou Miroslav Trnka, Peter Paško, Rudolf Hrubý, Richard Marko, Maroš Grund a Anton Zajac.
ESET daní své zisky na Slovensku. Celková odvodů na daních je vyšší než obrat slovenské pobočky.